# Killala Bay

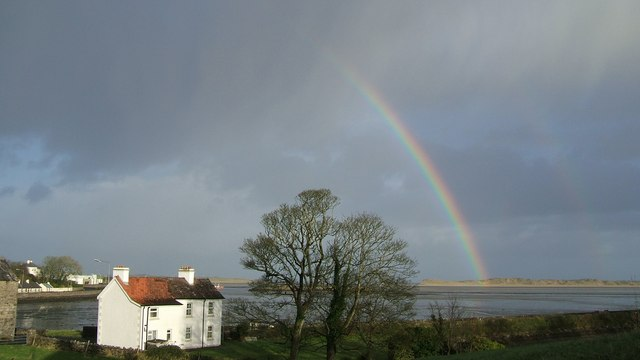
Widok na zatokę Killala Bay

Killala Bay (ir. Cuan Chill Ala) – zatoka na zachodnim wybrzeżu Irlandii pomiędzy hrabstwem Mayo a hrabstwem Sligo. Leży między Lenadoon Point i Downpatrick Head i jest ujściem rzeki Moy. Wioska Killala znajduje się w południowo-zachodniej części zatoki.
Wyspa Bartragh znajduje się w centrum zatoki.
Zatoka jest jedną z niewielu w Irlandii, w których można znaleźć małże z rodziny sercówkowatych.
Ross Strand w zatoce niedaleko wioski Killala to plaża oznaczona Błękitną Flagą.